# Gisela Staupe
Gisela Staupe (* 1954 in Paderborn) ist eine deutsche Kuratorin und Kulturmanagerin. Von 1999 bis 2020 war sie Mitglied im Vorstand der Stiftung Deutsches Hygiene-Museum Dresden, stellvertretende Direktorin, Museums- und Ausstellungsleiterin.

## Ausbildung
Gisela Staupe studierte Geschichte, Kunstgeschichte und Germanistik in Münster und Berlin.

## Berufliche Karriere
Seit 1987 arbeitet sie als Ausstellungskuratorin. Für das Deutsche Hygiene-Museum in Dresden war sie seit 1991 in verschiedenen Funktionen tätig: Zunächst als Kuratorin und Leiterin des Forschungskollegs; von 1996 bis 1998 als Kuratorin für Sonderausstellungen; von 1999 bis 2020 als Kuratorin, Museums- und Ausstellungsleiterin, stellvertretende Direktorin sowie 1. Stellvertreterin des Vorstandsvorsitzenden der Stiftung Deutsches Hygiene-Museum. Seit 2008 Lehrtätigkeiten an verschiedenen Hochschulen.
Gisela Staupe erforscht derzeit Formen der kuratorischen Behandlung und Präsentation von kulturellen und wissenschaftlichen Themen in Ausstellungen sowie Demokratiebildung in Museen.

## Mitwirkung in Jurys und Beiräten
Staupe war Mitglied in der interdisziplinären Jury der Kulturstiftung des Bundes sowie der Kulturstiftung des Freistaates Sachsen; Mitglied im Programmrat der Bundeskunsthalle Bonn; Mitglied in den wissenschaftlichen Beiräten der nationalen „Luther“-Sonderausstellungen in Wittenberg (Luthergedenkstätten) und Berlin (Deutsches Historisches Museum); Mitglied im Beirat der Landesausstellung „Karl Marx“ in Trier; Mitglied im wissenschaftlichen Beirat der Stiftung Luthergedenkstätten in Sachsen-Anhalt.

## Ausstellungen
Museen mit ihrem Medium Ausstellung begreift Gisela Staupe als „Orte der Selbstbeobachtung der modernen Gesellschaft“. Sonderausstellungen sind für sie Experimentierfelder für das „Zeigen und Präsentieren von Themen im Raum“ – mit dem Ziel, die Bedeutung des Museums einem zahlenmäßig großen und sozial breitem Publikum über seine Ausstellungen intellektuell und physisch erfahrbar zu machen.
- Akbar Behkalam – Berlin 1848 (Berliner Kunsthalle), Berlin 1987
- Anna Louise Karschin – Dichterin für Liebe, Brot und Vaterland (Staatsbibliothek Preußischer Kulturbesitz, Berlin), Berlin 1990/91
- Unter anderen Umständen. Zur Geschichte der Abtreibung (Deutsches Hygiene-Museum, Dresden), 1993
- Die Pille – Von der Lust und von der Liebe (Deutsches Hygiene-Museum, Dresden), 1996
- Der (im-)perfekte Mensch – Vom Recht auf Unvollkommenheit (Deutsches Hygiene-Museum, Dresden), 2000/2001 und (Martin-Gropius-Bau, Berlin) 2002, Co-Kuratorin (7)
- Das neue Deutschland – Von Migration und Vielfalt (Deutsches Hygiene-Museum, Dresden), 2014, Co-Kuratorin
- Leben und Sterben Neukonzeption des Raumes 3 der Dauerausstellung des Deutschen Hygiene-Museums, 2016[2][3]
- Sexualitäten Neukonzeption des Raumes 4 der Dauerausstellung, Deutsches Hygiene-Museum, 2020, Co-Kuratorin, Eröffnung Frühjahr 2021

## Schriften
- Berlin 1848. Bilder von Akbar Behkalam. Begleitbuch zur Ausstellung in der Berliner Kunsthalle. Berlin 1987.
- Einführung in die Ausstellung. In: Anna Louisa Katsch (1722–1791). Dichterin für Liebe, Brot und Vaterland. Ausstellung zum 200. Todestag, 10.Oktober bis 16. November 1991. Staatsbibliothek Preußischer Kulturbesitz 1991.
- mit Lisa Vieth (Hrsg.): Unter anderen Umständen. Zur Geschichte der Abtreibung. Begleitbuch zur Ausstellung im Deutschen Hygiene-Museum. Argon, Berlin 1993. 2. Auflage Edition Ebersbach, Dortmund 1996.
- mit Lisa Vieth (Hrsg.): Die Pille – Von der Lust und von der Liebe. Begleitbuch zur Ausstellung im Deutschen Hygiene-Museum. Rowohlt, Berlin 1996.
- mit Heike Zirden (Hrsg.): Der im-perfekte Mensch. Vom Recht auf Unvollkommenheit. Begleitbuch zur Ausstellung im Deutschen Hygiene-Museum. Für das Deutsche Hygiene-Museum und Aktion Mensch. Cantz, 1999/2000.
- Der (im-)perfekte Mensch. Metamorphosen von Normalität und Abweichung. In: Petra Lutz, Thomas Macho, Gisela Staupe, Heike Zirden (Hrsg.): Schriftenreihe Deutsches Hygiene-Museum. Band. 2. Böhlau, Köln/Weimar u. a. 2003.
- Von Dingen und Werten. Das Deutsche Hygiene-Museum und seine Ausstellungsarbeit. In: Udo Liebelt, Folker Metzger (Hrsg.) Vom Geist der Dinge. transcript, Bielefeld 2005.
- Kultur braucht Publikum. Der demografische Wandel als Chance für das Museum. In: Gisela Staupe, Karl Siegbert Rehberg, Ralph Lindner (Hrsg.): Kultur als Chance. Konsequenzen des demografischen Wandels (= Schriftenreihe Deutsches Hygiene-Museum. Band 8). Böhlau, Köln/Weimar u. a. Böhlau 2011.
- mit Cathrine Nichols (Hrsg.): Die Leidenschaften: Ein Drama in fünf Akten. Begleitbuch zur Ausstellung des Deutschen Hygiene-Museums. Wallstein 2012.
- Das Museum als Lern- und Erfahrungsraum. Grundlagen und Praxisbeispiele. In: Gisela Staupe (Hrsg.): Schriftenreihe Deutsches Hygiene-Museum. Band 10. Böhlau, Köln/Weimar u. a. 2012.
- Sehen – Lernen – Wissen. To see is to know? Ausstellungen als Wissens- und Erfahrungsräume. In: Yvonne Leonard (Hrsg.): Kindermuseen, Strategien und Methoden eines aktuellen Museumstyps. transcript, Bielefeld 2012.
- mit Özkan Ezli (Hrsg.): Das neue Deutschland. Von Migration und Vielfalt. Begleitbuch zur Ausstellung des Deutschen Hygiene-Museums. Konstanz University Press 2014.
- Ausstellungen neu denken: Der Mensch, das Deutsche Hygiene-Museum und seine Ausstellungen. In: Gregor Isenbort (Hrsg.): Szenografie in Ausstellungen und Museen VII. Zur Topologie des Immateriellen. Formen der Wahrnehmung. Klartext 2016.
- Themen ausstellen im Raum. In: Gisela Staupe, Klaus Vogel (Hrsg.): Themen ausstellen im Raum. Cantz, Berlin 2018.
- Ausstellungen neu denken. Strategien eines Museums. In: Gisela Staupe, Klaus Vogel (Hrsg.): Themen ausstellen im Raum. Cantz, Berlin 2018.
- (Hrsg.): Schriftenreihe Deutsches Hygiene-Museum. Böhlau, Köln/Weimar u. a., Band 1 (2003) bis Band 13 (2018).